# Piero Selvaggio
Pietro Selvaggio, detto Piero (Palermo, 1º gennaio 1958), è un ex mezzofondista italiano.

## Biografia
Nato nel 1958 a Palermo, è fratello gemello di Antonio Selvaggio, anche lui mezzofondista, che, come lui, ha preso parte alle Olimpiadi di Los Angeles 1984 nei 5000 m.
Nel 1977 ha chiuso 10º nei 5000 m con il tempo di 14'19"6 agli Europei juniores di Donec'k, mentre nel 1979 ha terminato 5º nei 5000 m con il tempo di 14'07"2 ai Giochi del Mediterraneo di Spalato.
Nel 1981 e 1983 è stato di scena alle Universiadi di Bucarest ed Edmonton, in entrambi i casi nei 5000 m, nel primo caso arrivando 4º in 13'51"72, nel secondo non terminando la finale.
A 26 anni ha partecipato ai Giochi olimpici di Los Angeles 1984 nei 5000 m, venendo eliminato in batteria, 10º con il tempo di 14'04"74.
Attivo anche nella corsa campestre, ha preso parte ai Mondiali di Limerick 1979 e Madrid 1981, terminando rispettivamente 151º in 41'09" e 10º a squadre e 203º in 39'30" e 17º a squadre.
È stato campione italiano nei 5000 m nel 1978 e 1981 con i tempi di 13'57"8 e 13'49"88.

## Palmarès
| Anno | Manifestazione          | Sede        | Evento       | Risultato | Prestazione | Note |
| ---- | ----------------------- | ----------- | ------------ | --------- | ----------- | ---- |
| 1977 | Europei juniores        | Donec'k     | 5000 m piani | 10º       | 14'19"6     |      |
| 1979 | Giochi del Mediterraneo | Spalato     | 5000 m piani | 5º        | 14'07"2     |      |
| 1981 | Universiade             | Bucarest    | 5000 m piani | 4º        | 13'51"72    |      |
| 1983 | Universiade             | Edmonton    | 5000 m piani | Finale    | dnf         |      |
| 1984 | Giochi olimpici         | Los Angeles | 5000 m piani | Batteria  | 14'04"74    |      |

## Campionati nazionali
- 2 volte campione nazionale nei 5000 m piani (1978, 1981)

1978
- Oro ai campionati italiani assoluti, 5000 m piani - 13'57"8

1981
- Oro ai campionati italiani assoluti, 5000 m piani - 13'49"88

## Altre competizioni internazionali
1979
- 151º ai Mondiali di corsa campestre ( Limerick) - 41'09"
- 10º a squadre ai Mondiali di corsa campestre ( Limerick)

1980
- 11º al Golden Gala ( Roma), 5000 m piani - 14'10"70

1981
- 203º ai Mondiali di corsa campestre ( Madrid) - 39'30"
- 17º a squadre ai Mondiali di corsa campestre ( Madrid)

1984
- 15º al Golden Gala ( Roma), 3000 m piani - 8'15"35